# Louzouer
Louzouer é uma comuna francesa na região administrativa do Centro, no departamento Loiret. Estende-se por uma área de 11,3 km². Em 2010 a comuna tinha 260 habitantes (densidade: 23 hab./km²).